# Bembidion avidum
Bembidion avidum är en skalbaggsart som beskrevs av Thomas Casey. Bembidion avidum ingår i släktet Bembidion och familjen jordlöpare. Inga underarter finns listade i Catalogue of Life.